# Aniki, mon frère (bande originale)
Albums de Joe Hisaishi
Shoot the Violist
(2000) Le Voyage de Chihiro
Image Album
(2001)
Aniki, mon frère est un film de Takeshi Kitano dont la bande originale a été composée par Joe Hisaishi en 2000.

## Album
| No  | Titre                      | Durée |
| --- | -------------------------- | ----- |
| 1.  | Drifter… in LAX            | 04:22 |
| 2.  | Solitude                   | 03:34 |
| 3.  | Tattoo                     | 00:56 |
| 4.  | Death Spiral               | 01:04 |
| 5.  | Party 〜 One Year Later 〜 | 04:26 |
| 6.  | On the Shore               | 01:21 |
| 7.  | Blood Brother              | 03:37 |
| 8.  | Raging Men                 | 01:19 |
| 9.  | Beyond the Control         | 01:25 |
| 10. | Wipe Out                   | 05:26 |
| 11. | Liberation From the Death  | 03:52 |
| 12. | I Love You… Aniki          | 07:37 |
| 13. | Ballade                    | 01:54 |
| 14. | Brother                    | 04:32 |
| 15. | Brother - remix version    | 04:15 |